# Anthidium gratum
Anthidium gratum är en biart som beskrevs av Morawitz 1896. Anthidium gratum ingår i släktet ullbin, och familjen buksamlarbin. Inga underarter finns listade i Catalogue of Life.